# Ghiacciaio Boyd
Il ghiacciaio Boyd (in inglese Boyd Glacier) è un ghiacciaio ricco di crepacci e lungo circa 72 km, situato sulla costa di Ruppert, nella parte occidentale della Terra di Marie Byrd, in Antartide. Il ghiacciaio, il cui punto più alto si trova a circa 800 m s.l.m., fluisce in direzione ovest-nord-ovest passando tra le catene Ford, in particolare tra la cresta Bailey, nelle montagne di Sarnoff, e il monte Douglass, fino ad andare ad alimentare la piattaforma glaciale Sulzberger.

## Storia
Il ghiacciaio Boyd è stato scoperto durante la seconda spedizione antartica di Richard E. Byrd nel 1934 e così battezzato in onore di Vernon D. Boyd, macchinista della spedizione e in seguito membro del personale del Programma Antartico statunitense di stanza alla base Ovest nel periodo 1939-41.